# Cristóbal López Romero
Cristóbal López Romero S.D.B. (Vélez-Rubio, 19 de maio de 1952) é um cardeal da Igreja Católica nascido na Espanha, que atua como arcebispo de Rabat.

## Biografia
Ingressou entre os Salesianos em 1964 e estudou nos Seminários Salesianos de Gerona e Barcelona, estudando filosofia de 1973 a 1975 e teologia de 1975 a 1979. Licenciou-se em Ciências da Informação, especializado em Jornalismo, na Universidade Autônoma de Barcelona, em 1982. Ele fez seus primeiros votos como salesiano em 16 de agosto de 1968 e fez sua profissão solene em 2 de agosto de 1974. Foi ordenado padre em 19 de maio de 1979.
Sua carreira combinou ministérios pastorais com posições administrativas dentro de sua ordem, principalmente no Paraguai. De 1979 a 1984, ele foi ministro dos marginalizados na área de La Verneda, em Barcelona; de 1984 a 1986, ministro da Juventude no Colégio Salesiano de Assunção; de 1986 a 1992, Delegado Provincial para o ministério vocacional da juventude em Assunção; de 1992 a 1994, pároco em Assunção; de 2000 a 2002, chefe da comunidade salesiana e professor do Colégio de Assunção e de 2002 a 2003, ministro nas missões no Paraguai.
Ele se mudou para o Marrocos em 2003, onde era diretor da comunidade da Silésia, da pastoral paroquial e escolar no centro de treinamento vocacional em Quenitra.
Dentro de sua ordem, foi diretor do Boletim Salesiano em Assunção de 1991 a 1992, Inspetor da Província Salesiana do Paraguai de 1994 a 2000, chefiou a Província Salesiana da Bolívia de 2011 a 2014 e, desde então, dirigiu a província salesiana de Maria Auxiliadora, na Espanha.
Em 29 de dezembro de 2017, o Papa Francisco o nomeou arcebispo de Rabat. Ele recebeu sua consagração episcopal em 10 de março de 2018 pelo cardeal Juan José Omella Omella, arcebispo de Barcelona, coadjuvado pelo cardeal Carlos Amigo Vallejo, O.F.M., arcebispo-emérito de Sevilha e por Vito Rallo, núncio apostólico no Marrocos.
Em 1 de setembro de 2019, o Papa Francisco anunciou que o criaria cardeal no Consistório de 5 de outubro, em que recebeu o barrete vermelho, o anel cardinalício e o título de cardeal-presbítero de São Leão I.
Viu sua nomeação como um aceno ao Reino do Marrocos, que, segundo ele, fez muito para fomentar o Islã moderado. Em 21 de fevereiro de 2020, o Papa o nomeou membro do Pontifício Conselho para o Diálogo Interreligioso.
Em 1 de junho de 2022, o Papa Francisco o nomeou como membro da Congregação para o Culto Divino e Disciplina dos Sacramentos.